# Hemidactylus anamallensis
Espèce
Synonymes
- Gecko anamallensis Günther, 1875
- Dravidogecko anamallensis (Günther, 1875)

Statut de conservation UICN

 NT  : Quasi menacé
Hemidactylus anamallensis est une espèce de geckos de la famille des Gekkonidae.

## Répartition
Cette espèce est endémique d'Inde. Elle se rencontre dans les Anaimalai Hills et les Palni Hills.

## Description
C'est un gecko insectivore et nocturne qui est assez élancé, avec une queue épaisse et bien différenciée du corps. La couleur de base est le marron clair, avec des bandes irrégulières brunes bordées de beige. Une bande brune va de la nuque aux narines
en passant par les yeux.

## Étymologie
Son nom d'espèce, composé de anamall[ai] et du suffixe latin -ensis, « qui vit dans, qui habite », lui a été donné en référence au lieu de sa découverte, les monts Anamallai.

## Publication originale
- Günther, 1875 : Second Report on Collections of Indian Reptiles obtained by the British Museum. Proceedings of the Zoological Society of London, vol. 1875, p. 224-234 (texte intégral).